# Biblioteca Pública Bartolomé Mitre
La Biblioteca Pública Bartolomé Mitre es la única biblioteca pública de la localidad de Médanos, partido de Vilarino, una comunidad ubicada al sur de la provincia de Buenos Aires, cuya población es de poco más de 6000 habitantes.

## Historia
Nace como biblioteca escolar en la entonces Escuela Nacional N°89 de la localidad de Médanos. El 24 de abril de 1939, por Decreto del Ministerio de Educación de la Nación, se le otorga la calificación de Biblioteca popular.
Con el aporte de autoridades y vecinos de la localidad logra reunir el material y en abril del año siguiente es inaugurada.
Los fines para los que fue creada, según consta en sus primeras actas, eran «evaluar el nivel cultural de la población poniendo a su alcance libros, sala de lectura y actividades de extensión».
La primera Comisión Directiva estuvo presidida por el periodista Joaquín A. Zambrano, a quien acompañaba en carácter de vicepresidente Raúl Roccia Rossi y como presidente honorario Juan Roccia Rossi. En 1945 su primer tesorero, Próspero Noussan, pasa a ocupar el cargo de presidente, el que ejerció hasta 1976, fecha en que se produce su deceso. Desde ese fecha hasta la actualidad ocupa la presidencia su hija, María Ethel Noussan de Novo. Dicha Comisión nombra en 1985 a Jorge Madona como bibliotecario de la institución, quien realiza la selección y adquisición del material, procesamiento técnico, implementación de actividades de extensión bibliotecaria, atención al público, etc.
El 30 de julio de 1949, por gestión de Rubén Gil de Acosta, se acordó la personaría jurídica de la institución (Personaría Jurídica por Decreto N°8613 del Superior Gobierno de la Provincia de Buenos Aires).

## Edificio
En 1965 adquiere y se traslada a su propia sede, donde siguió  desarrollando su labor comunitaria; dicho edificio se ubica en la Avenida Bartolomé Mitre N°35 de la localidad de Médanos, ocupando un área aproximada de 50 x 20 metros. Este amplio espacio disponible se ha dividido en las secciones:
- Recepción, área de Servicio de Referencia y atención al público.
- Sala donde se lleva a cabo el cursado de clases de Inglés.
- Sala de literatura infantojuvenil, juegos y videos.
- Sala de literatura para adultos y manuales escolares. Área de trabajo en grupos.
- Segunda sala de trabajo en grupo y Área de clasificación por materia (según Clasificación Decimal Dewey)
- Salón de usos múltiples (Ejemplo: cursada de Plan FinEs)
- Primer piso: Sala de informática.
- Sanitarios (damas y caballeros).
- Cocina.
- Patio.
- Depósito.

## Servicios y fondo bibliográfico
Entre los principales servicios que ofrece la biblioteca se encuentran:
- Préstamo de libros (en sala y a domicilio)
- Referencia general
- Sala de lectura
- Extensión Bibliotecaria : cursos (Inglés, fotografía, informática, manipulación de alimentos, etc.), juegos de mesa (bingos, lotería), etc.

Cuenta con un importante acervo bibliográfico de aproximadamente 28 000 libros, 7800 publicaciones periódicas, 670 DVD y 179 videograbaciones en VHS. De esta gran cantidad de documentos adquieren gran relevancia la colección correspondiente al Servicio de Referencia y de Literatura Infantojuvenil, muy solicitada por los jóvenes usuarios. En cuanto a las publicaciones periódicas, solo colecciona las publicaciones regionales Nueva y Noticias, aunque pueden hallarse algunas lagunas cronológicas (ausencia de algún volumen o número). Esta colección se ha conformado a lo largo de los años principalmente a través de la modalidad de compra, cuyos fondos son recaudados a partir de la cuota por asociación a la biblioteca. Si bien la institución no cuenta con un presupuesto determinado, la misma recibe un aporte mensual de la provincia (de acuerdo a la Ley 9319, equivalente a dos sueldos básicos) y aportes de la CONABIP destinados a gastos corrientes, materiales e infraestructura. En cuanto a aportes municipales, no hay asignadas contribuciones fijas, éstas se solicitan por anticipado a través de proyectos.
Por otro lado, la biblioteca ha realizado a lo largo de los años algunos convenios con la Bolsa de Comercio de Bahía Blanca, la Cooperativa Obrera Ltda., etc. Además, con la organización FUNBAPA se realizan acuerdos por medio de los cuales la instituciones cede sus instalaciones para posibles charlas o capacitaciones a cambio de donativos de materiales como pizarras, sillas, estanterías, etc.